# Бегущая
«Бегущая» (англ. The Runner) — будущий американский экшн-триллер режиссера Кевина Макдональда по сценарию Марка Гибсона. Главную роль в фильме исполнит Галь Гадот.
Кинопрокатом фильма займётся компания Amazon MGM Studios.

## Сюжет
Успешный адвокат вынуждена выполнять требования неизвестного, перемещаясь по всему Лондону, ради спасения похищенного сына.

## В ролях
- Галь Гадот

## Производство
В ноябре 2024 года компания Amazon MGM Studios разрабатывала экшн-триллер «Бегущая» с Кевином Макдональдом в качестве режиссёра, Марком Гибсоном в качестве автора сценария и Галь Гадот в главной роли. Основные съёмки начались 22 апреля 2025 года в Лондоне.